# Geografia da Irlanda do Norte

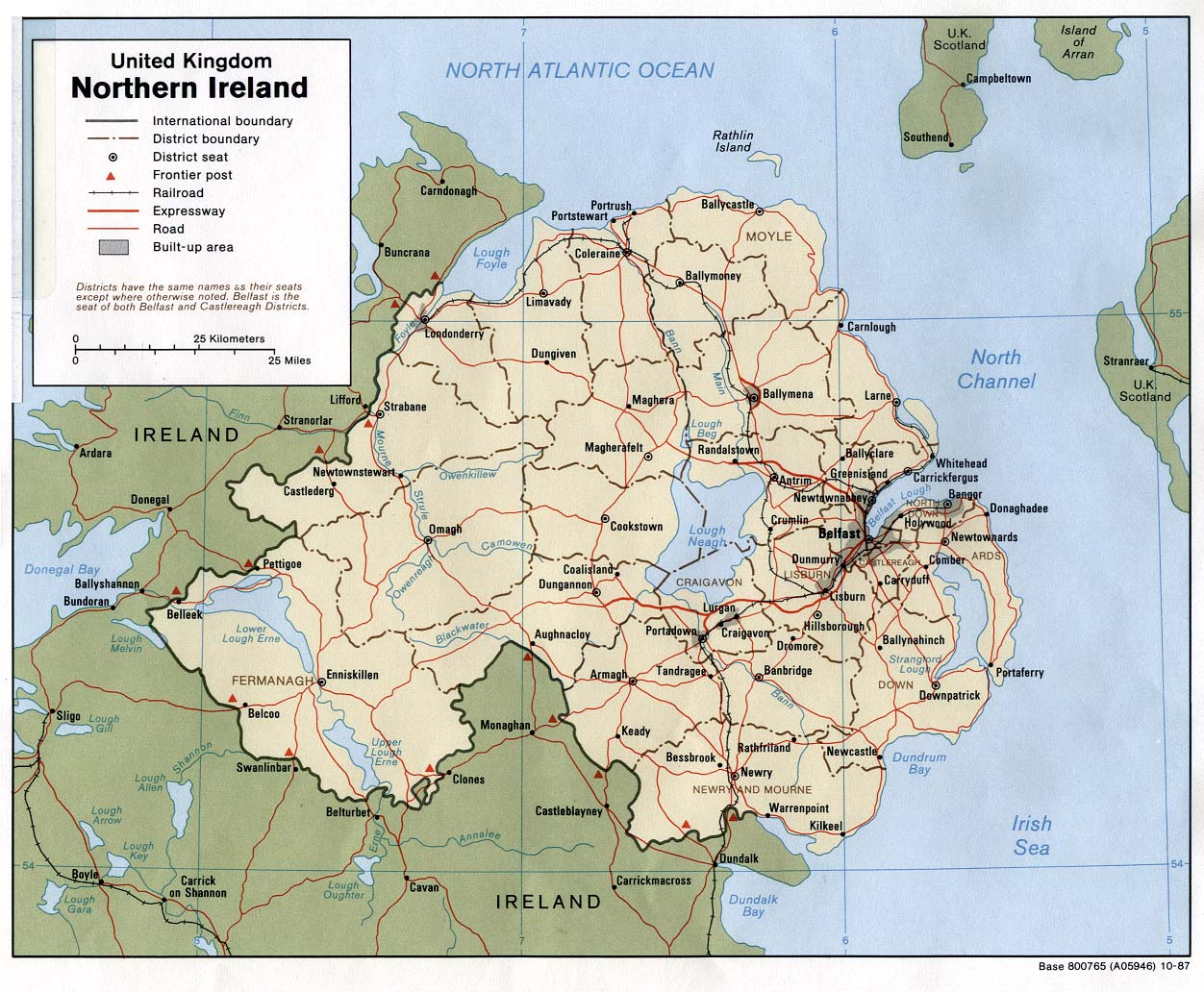
Mapa da Irlanda do Norte

A Irlanda do Norte esteve coberta por uma camada de gelo durante quase toda a última era glacial e em inúmeras ocasiões anteriores. O legado dessas épocas pode ser visto na extensa cobertura de drumlins nos condados de Fermanagh, Armagh, Antrim e, particularmente, em Down. O marco central da geografia da Irlanda do Norte é o Lago Neaghm, que com 392 km² de área configura-se no maior lago de água fresca das ilhas britânicas. Um segundo sistema de lagos bastante extenso é formado pelos lagos Erne Superior e Inferior, em Fermanagh.
Existem muitos planaltos nas Montanhas Sperrin (uma extensão do dobramento Caledônio) com grandes reservas de ouro, granito (Montanhas Mourne) e basalto (Platô de Antrim), assim como, em menor escala, no sul de Armagh e ao longo da fronteira Fermanagh-Tyrone. O ponto mais alto é o Slieve Donard, em Mournes, com 848m. A atividade vulcânica que criou o platô de Antrim também formou os pilares eerily, geométricos do Causeway do Gigante.
Os rios Bann, Foyle e Blackwater formam planícies férteis, com um excelente solo arável encontrado também no norte e no sudeste, embora a maior parte das terras montanhosas sejam marginais e apropriadas para os animais. O vale do Lagan é dominado por Belfast, cuja área metropolitana inclui mais de um terço da população da Irlanda do Norte, com grande urbanização e industrialização pesada ao longo do vale Lagan e nas margens do lago Belfast.
Todo o país tem clima temperado marítimo, mais úmido a oeste que a leste, embora a cobertura das nuvens seja persistente nessa região. O tempo é imprevisível em todas as épocas do ano, e apesar das estações do ano serem distinguíveis, elas são consideravelmente menos pronunciadas que no interior da Europa ou na costa leste da América do Norte. A média de temperatura máxima durante o dia em Belfast é de 6,5°C em Janeiro e 17,5°C em Julho. A humidade do clima e o grande desflorestamento nos séculos XVI e XVII produziram, na maior parte da região, uma cobertura de ricos e verdes gramados.
A maior temperatura registrada foi de 30,8°C em Knockarevan, perto de Belleek, e a menor temperatura registrada foi de -17,5°C em Magherally, perto de Banbridge.